# 行澤久隆
行澤 久隆（ゆきざわ ひさたか、1953年7月11日 - ）は、大阪府大阪市此花区出身の元プロ野球選手（内野手）。
現役時代の登録名は行沢 久隆となっていたが、現在、球団公式の氏名表記は行澤 久隆となっている。

## 来歴
大阪市立春日出小学校、大阪市立春日出中学校卒。PL学園高校では2年の時、遊撃手として1970年の夏の甲子園で決勝に進むが、東海大相模高に敗れ準優勝に留まる。同年秋の岩手国体では、決勝で大分商を降し優勝。1学年上のチームメートに新美敏、新井宏昌がいた。翌年の夏の甲子園にも、同期のエース田代克業（中大－本田技研）を擁し連続出場するが、1回戦で郡山高に敗退。
卒業後は中央大学へ進学。東都大学野球リーグでは3度の優勝に貢献。1973年の全日本大学野球選手権大会では、決勝で愛知学院大のエース小林秀一を打ち崩し優勝。1974年の明治神宮野球大会でも江川卓を擁する法大を決勝で破り優勝している。1975年には第11回アジア野球選手権大会日本代表に選出された。大学同期に田村政雄、福田功のバッテリーがいる。リーグ通算75試合出場、259打数64安打、打率.247、5本塁打、25打点。ベストナイン（遊撃手）2回。
1975年のドラフト2位で日本ハムファイターズに入団。一年目から一軍に定着し、遊撃手のレギュラーを菅野光夫と争う。
1979年シーズン途中に吉岡悟との交換トレードで西武ライオンズに移籍。当時の西武にはレギュラー遊撃手がおらず、大原徹也、広瀬宰らと交互に試合に出場する。1981年にはスティーブの一塁コンバートの影響で三塁手に回される。1984年には山崎裕之の衰えもあって主に二塁手として起用され、自己最高の105試合に出場、打率.270の好成績をあげた。その後も内野ならどこでも守れるユーティリティプレイヤーとして重宝され活躍、地味ながらも西武の黄金時代造りの一翼を担う。1988年限りで現役引退。
日本ハム時代の1976年4月29日の対近鉄戦で8回、1死満塁でプロ入りわずか3打席目にしてプロ入り初本塁打となる満塁本塁打を放つが、興奮のあまり一塁走者を追い越してしまい、アウトとなる（記録は3打点の単打）。正式なプロ入り初本塁打は翌1977年まで、満塁本塁打は西武移籍後の1981年まで待たねばならなかった。
引退後、スカウトを経て1992年 - 2006年の15年間にわたり一軍打撃、二軍打撃、二軍守備走塁コーチを務めた。松井稼頭央、中島裕之ら米国でプレーした選手も育て上げた。監督として尊敬しているのは西武時代監督だった根本陸夫で「根本さんは試合後、ミスしても何も言わなかった。ただご苦労さんと、それだけ。そう言われるとこっちは頑張らなきゃ、やらなきゃいけないと思った。」、常に先を見ていた根本を行澤は「男としてああいう生き方をしたい」と言う。その後2007年からは球団編成部・プロ担当に転身した。
2010年、西武二軍監督に就任。2012年10月1日、本人から今季限りで辞任したい旨の申し入れをして球団が了承したため、退任した。
2013年、日本経済大学職員となり、2014年2月に同大学の硬式野球部の監督に就任。2018年限りで監督を退任した。
現在は、埼玉県所沢市にある野球教室「ヒーローズベースボールアカデミー」にコーチとして籍を置いている。

## 人物
長らく独身を通していたことも知られ、毎年2月に発売される「週刊ベースボール」の選手名鑑号の「家族構成（独身者は好きなタレント、あるいは理想の女性のタイプ）」の欄には毎年「花の独身貴族継続中」と記述、同誌読者コーナーでは栗橋茂、岡持和彦（岡持は1988年結婚）らとともにしばしば独身ネタの題材・標的にされた。また、主婦顔負けの家庭料理の達人（とくにカレーには仲間うちの評価が高い）でもあった。2006年に初婚、結婚公表時は行澤を知る多方面の者たちから大いに祝福された。
大学時代からのグラブをプロ入りしてからも「体の一部」というほどずっと愛用しており、わざわざ専用のバッグに入れて持ち運ぶなど扱いには人一倍気を配っていた。その愛用のグラブはのちに辻発彦へ譲っている。

## 詳細情報

### 年度別打撃成績
| 年 度      | 球 団      | 試 合 | 打 席 | 打 数 | 得 点 | 安 打 | 二 塁 打 | 三 塁 打 | 本 塁 打 | 塁 打 | 打 点 | 盗 塁 | 盗 塁 死 | 犠 打 | 犠 飛 | 四 球 | 敬 遠 | 死 球 | 三 振 | 併 殺 打 | 打 率 | 出 塁 率 | 長 打 率 | O P S |
| ---------- | ---------- | ----- | ----- | ----- | ----- | ----- | -------- | -------- | -------- | ----- | ----- | ----- | -------- | ----- | ----- | ----- | ----- | ----- | ----- | -------- | ----- | -------- | -------- | ----- |
| 1976       | 日本ハム   | 69    | 95    | 87    | 6     | 14    | 0        | 0        | 0        | 14    | 10    | 0     | 0        | 3     | 2     | 3     | 0     | 0     | 16    | 1        | .161  | .185     | .161     | .346  |
| 1977       | 日本ハム   | 113   | 209   | 189   | 17    | 37    | 4        | 0        | 2        | 47    | 8     | 5     | 5        | 9     | 1     | 7     | 0     | 3     | 31    | 4        | .196  | .235     | .249     | .484  |
| 1978       | 日本ハム   | 85    | 141   | 126   | 12    | 26    | 6        | 1        | 1        | 37    | 12    | 2     | 1        | 7     | 2     | 5     | 0     | 1     | 14    | 3        | .206  | .239     | .294     | .532  |
| 1979       | 日本ハム   | 6     | 1     | 1     | 0     | 0     | 0        | 0        | 0        | 0     | 0     | 0     | 0        | 0     | 0     | 0     | 0     | 0     | 0     | 0        | .000  | .000     | .000     | .000  |
| 1979       | 西武       | 68    | 201   | 188   | 15    | 41    | 6        | 0        | 5        | 62    | 12    | 6     | 4        | 7     | 0     | 5     | 0     | 1     | 25    | 2        | .218  | .242     | .330     | .572  |
| '79計      | 西武       | 74    | 202   | 189   | 15    | 41    | 6        | 0        | 5        | 62    | 12    | 6     | 4        | 7     | 0     | 5     | 0     | 1     | 25    | 2        | .217  | .241     | .328     | .569  |
| 1980       | 西武       | 81    | 192   | 181   | 24    | 49    | 10       | 0        | 3        | 68    | 18    | 3     | 5        | 4     | 1     | 6     | 0     | 0     | 15    | 4        | .271  | .293     | .376     | .668  |
| 1981       | 西武       | 97    | 251   | 226   | 32    | 58    | 13       | 3        | 4        | 89    | 22    | 3     | 4        | 11    | 2     | 4     | 0     | 8     | 26    | 7        | .257  | .292     | .394     | .685  |
| 1982       | 西武       | 82    | 195   | 169   | 19    | 37    | 12       | 1        | 5        | 66    | 20    | 6     | 2        | 8     | 1     | 14    | 0     | 3     | 29    | 3        | .219  | .289     | .391     | .679  |
| 1983       | 西武       | 82    | 64    | 58    | 7     | 14    | 5        | 0        | 0        | 19    | 4     | 0     | 0        | 3     | 1     | 2     | 0     | 0     | 10    | 1        | .241  | .262     | .328     | .590  |
| 1984       | 西武       | 105   | 277   | 241   | 38    | 65    | 14       | 3        | 9        | 112   | 30    | 5     | 2        | 18    | 3     | 15    | 0     | 0     | 28    | 5        | .270  | .309     | .465     | .774  |
| 1985       | 西武       | 71    | 87    | 81    | 12    | 18    | 5        | 0        | 3        | 32    | 9     | 1     | 1        | 3     | 0     | 3     | 0     | 0     | 13    | 2        | .222  | .250     | .395     | .645  |
| 1986       | 西武       | 64    | 69    | 61    | 3     | 13    | 2        | 0        | 0        | 15    | 2     | 1     | 0        | 4     | 0     | 4     | 0     | 0     | 9     | 2        | .213  | .262     | .246     | .507  |
| 1987       | 西武       | 57    | 66    | 58    | 6     | 12    | 1        | 0        | 3        | 22    | 7     | 1     | 0        | 2     | 1     | 5     | 1     | 0     | 13    | 2        | .207  | .266     | .379     | .645  |
| 1988       | 西武       | 24    | 7     | 7     | 2     | 1     | 0        | 0        | 0        | 1     | 0     | 0     | 0        | 0     | 0     | 0     | 0     | 0     | 2     | 0        | .143  | .143     | .143     | .286  |
| 通算：13年 | 通算：13年 | 1004  | 1855  | 1673  | 193   | 385   | 78       | 8        | 35       | 584   | 154   | 33    | 24       | 79    | 14    | 73    | 1     | 16    | 231   | 36       | .230  | .267     | .349     | .616  |

### 記録
初記録
- 初出場：1976年4月7日、対阪急ブレーブス前期1回戦（阪急西宮球場）、8回裏に遊撃手として出場
- 初安打・初打点：1976年4月29日、対近鉄バファローズ前期3回戦（後楽園球場）、8回裏に高木孝治から左越3点適時打（詳細は前述）
- 初先発出場：1976年5月12日、対ロッテオリオンズ前期6回戦（後楽園球場）、9番・遊撃手として先発出場
- 初本塁打：1977年5月11日、対ロッテオリオンズ前期6回戦（後楽園球場）、5回裏に安木祥二からソロ

節目の記録
- 1000試合出場：1988年10月11日、対南海ホークス25回戦（大阪スタヂアム）、7回裏に石毛宏典に代わり三塁手として出場 ※史上281人目

### 背番号
- 4 （1976年 - 1979年途中）
- 8 （1979年途中 - 1987年）
- 22 （1988年）
- 87 （1992年 - 2006年）
- 81 （2010年 - 2012年）